# Golfarkitekt
Golfarkitekt är en arkitekt som yrkesmässigt ritar golfbanor. Golfarkitekter är vanligen landskapsarkitekter eller före detta golfspelare. Numera kan man även utbilda sig till golfarkitekt.